# Tre Johnson
Richard Earl "Tre" Johnson III (Dallas, Texas, 7 de marzo de 2006) es un baloncestista estadounidense que pertenece a la plantilla de los Washington Wizards de la NBA. Con 1,98 metros de estatura, juega en la posición de escolta. 

## Trayectoria deportiva

### Primeros años
Johnson creció en Dallas, Texas, y asistió al instituto Lake Highlands. Promedió 23,8 puntos, 5,6 rebotes y 2,3 asistencias por partido en su segundo año. Durante su penúltimo año, llevó a los Wildcats a su primer campeonato estatal desde 1968 y anotó 29 puntos en la victoria del equipo por 55-44 en el partido por el campeonato estatal contra el instituto Beaumont United. Terminó la temporada con un promedio de 21,8 puntos, 6,4 rebotes y 2,7 asistencias por partido y fue nombrado Texas Mr. Basketball. Después del final del año escolar, fue transferido a la Link Academy en Branson, Missouri. Promedió 15,5 puntos, 3,6 asistencias y 3,3 rebotes por partido, con un porcentaje de acierto de casi el 40% en triples y el 90.5% en tiros libres durante su último año. Lideró a los Lions a un récord de 26-7. Fue seleccionado para jugar en el McDonald's All-American Game de 2024 durante su último año.

### Universidad
Jugó una temporada con los Longhorns de la Universidad de Texas en Austin, en la que promedió 19,9 puntos, 3,1 rebotes y 2,7 asistencias por partido. El 26 de febrero de 2025 rompió el récord histórico del equipo de anotación para un freshman, que poseía Kevin Durant al lograr 39 puntos en una derrota en la prórroga ante Arkansas. Fue elegido novato del año de la Southeastern Conference e incluido en el segundo mejor quinteto de la conferencia.

#### Estadísticas
| Año     | Equipo | PJ | PT | MPP  | %TC  | %3P  | %TL  | RPP | APP | ROB | TPP | PPP  |
| ------- | ------ | -- | -- | ---- | ---- | ---- | ---- | --- | --- | --- | --- | ---- |
| 2024–25 | Texas  | 33 | 33 | 34.7 | .427 | .397 | .871 | 3.1 | 2.7 | .9  | .3  | 19.9 |

### Profesional
Fue elegido en la sexta posición del Draft de la NBA de 2025 por los Washington Wizards.